# Stockmann Riga

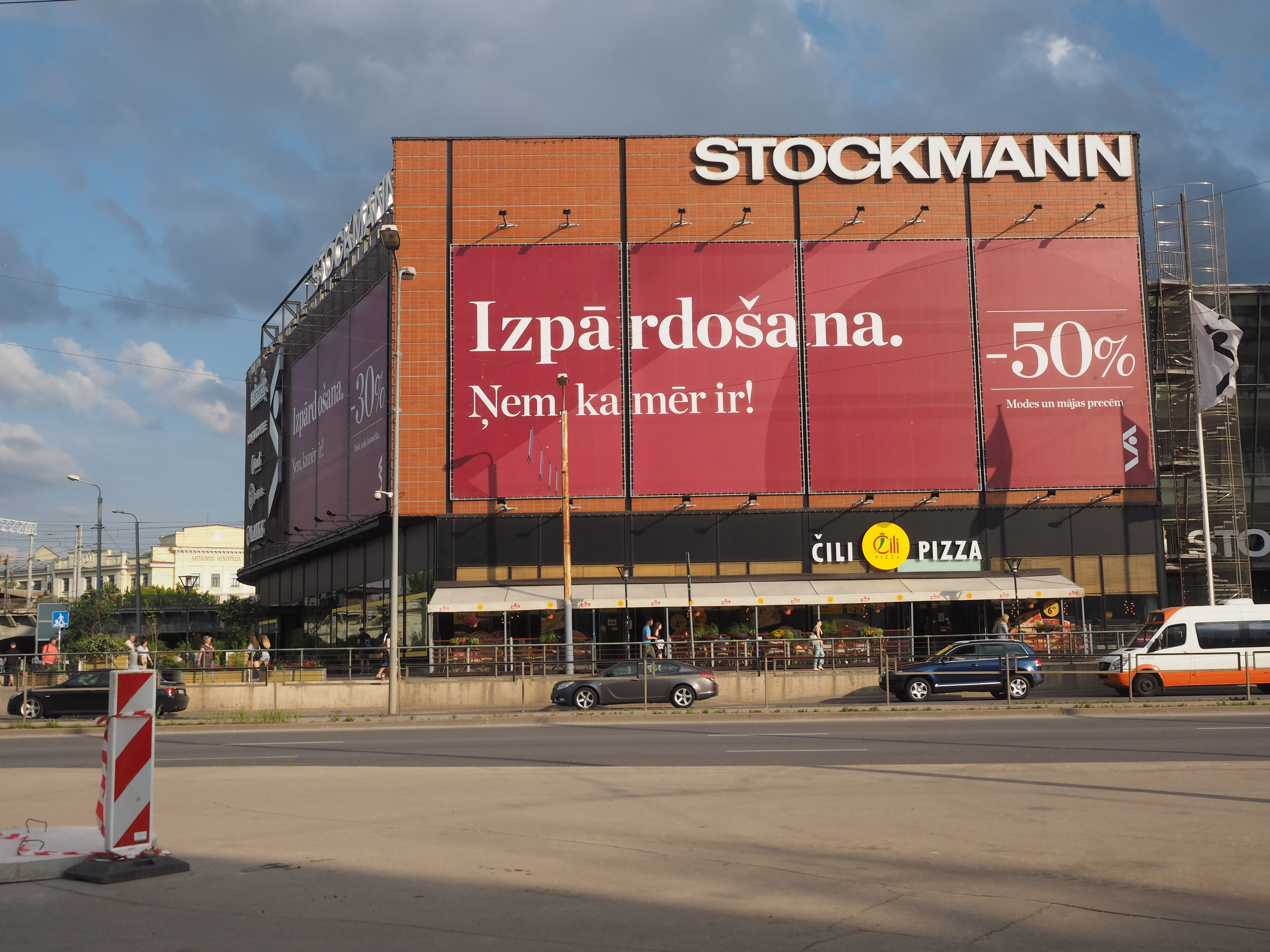
Stockmann i Riga

Stockmann är det största varuhuset i Lettlands huvudstad Riga. Varuhuset, som tillhör den finländska Stockmann-koncernen, är beläget i stadens centrum på 13. janvāra iela. I samma byggnad finns Finnkinos biograf. Precis öster om Stockmanns varuhus ligger Rigas järnvägsstation.
Stockmann i Riga öppnades i oktober 2003. Varuhuset omfattar 11 000 kvadratmeter och under byggnaden finns en parkeringshall för 76 bilar.

## Tjänster

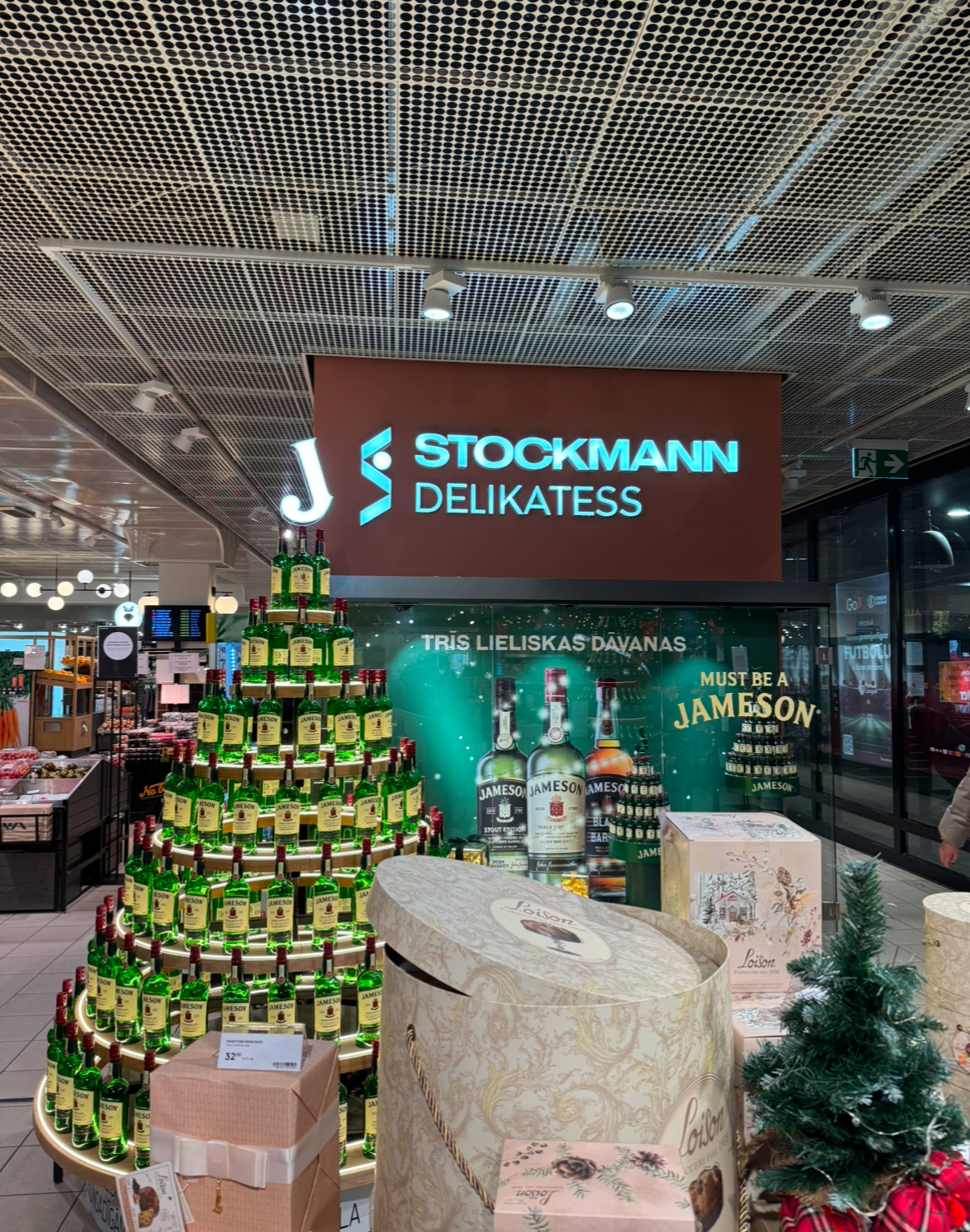
Stockmann Delikatess

I varuhusets bottenvåning säljs dam- och herrkosmetika, damaccessoarer och skor samt livsmedel på matavdelningen Stockmann Delikatess. På bottenvåningen finns även en blomsterbutik, kaféet Stockmann Deli och en kiosk.
På varuhusets andra våning finns herrkläder och skor, samt resväskor och reseaccessoarer. På tredje våningen säljs damkläder, barnkläder och skor samt leksaker. På tredje våningen finns också ett lekrum för barn. På den översta butiksvåningen finns avdelningen för heminredningstextilier och kundtjänst.
Dessutom fanns det före även Seppäläs butik, Fazer Amicas restaurang och Stockmanns One Way i varuhuset.